# Прохідницький щит

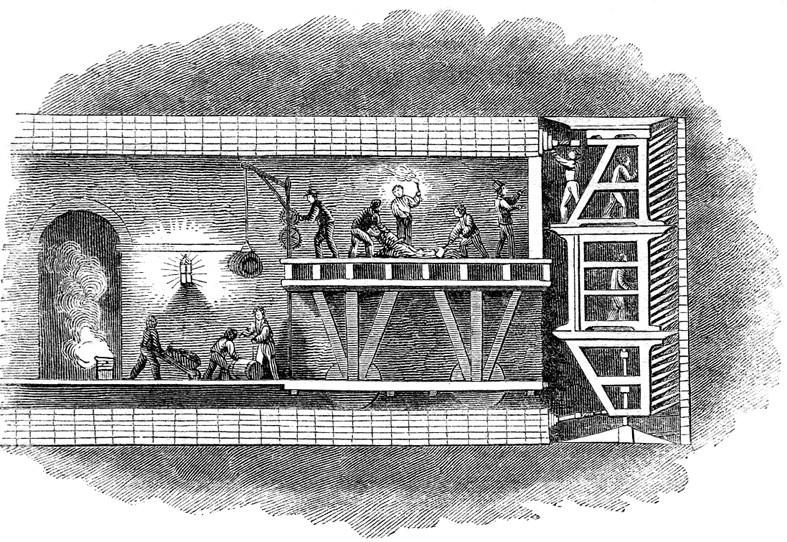
Схема тунельного щита, який використовувався для побудови тунелю під Темзою.

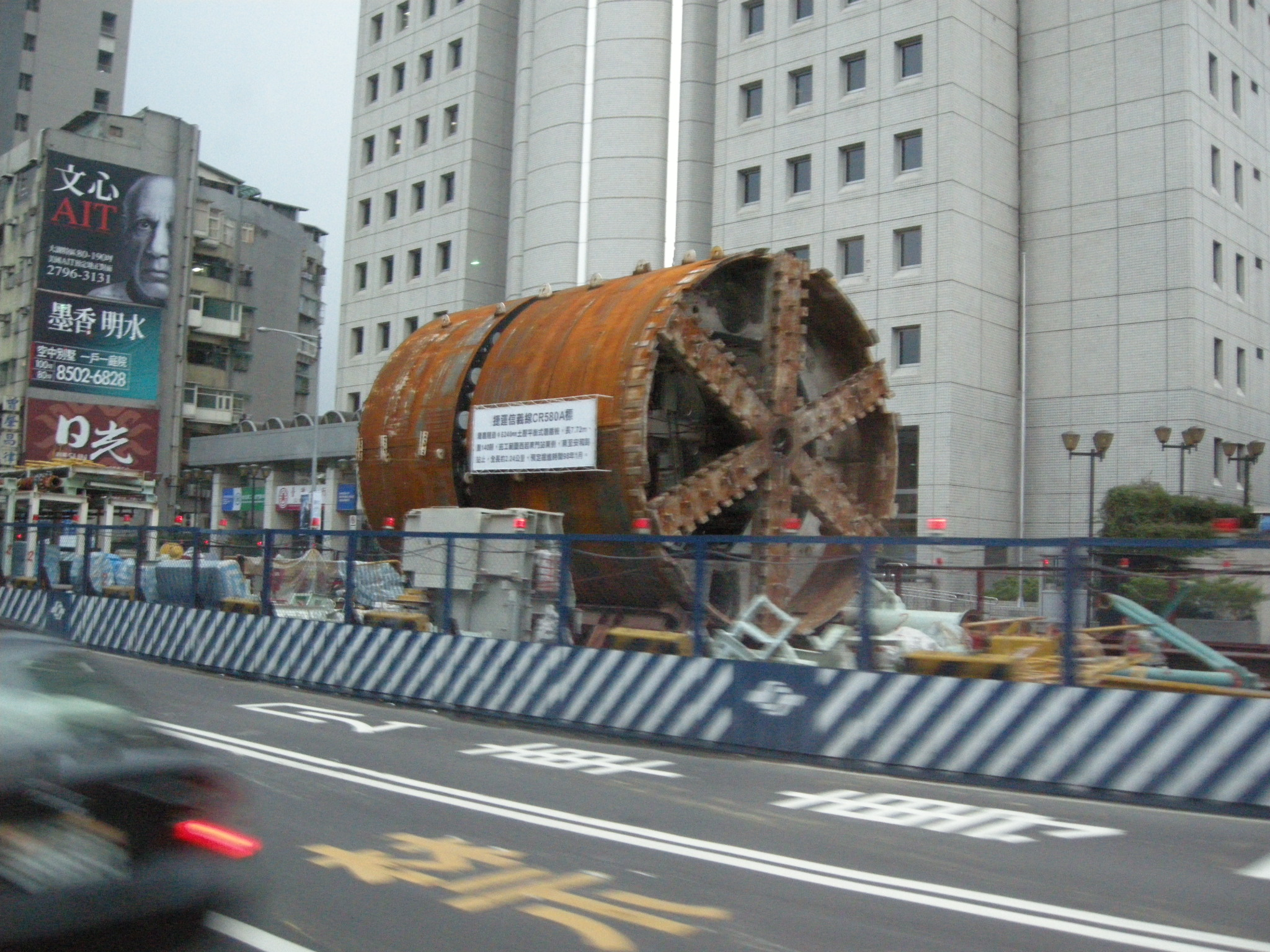
Прохідницький щит, який використовували при спорудженні лінії Xinyi тайбейського метрополітену в Тайвані.

Прохі́дницький щит (англ. tunnelling shield, drivage shield; нім. Vortriebsschild) — захисна конструкція, яка використовується під час риття великих тунелів, створених людиною, рухоме привибійне кріплення, яке використовується для проведення гірничих виробок.

## Історія
Історія прохідницьких щитів почалася у ХІХ ст. в Англії. Перший щит був побудований інженером М. І. Брюнелем для прокладки тунелю під Темзою. Дно Темзи складається з дуже нестійких, пливких ґрунтів, тому способи прохідки, які уживалися доти, були незастосовними. «Щит», як назвав інженер свій винахід, був зроблений з чавуну і мав кілька відділів, кожен з яких міг рухатись уперед незалежно від інших. У кожному з таких відділів знаходився прохідник, який вибирав ґрунт перед собою і проштовхував свою частину щита далі за допомогою домкрата. Щит заглиблювався у породу, у той час як інші робітники зміцнювали тунель цегляним муруванням.

## Загальний опис
Сучасні щити застосовуються при спорудженні тунелів різного призначення (зокрема, практично повсюдно — тунелів метро, автомобільних та залізничних), при розробці родовищ корисних копалин підземним способом.
Основний елемент прохідницького щита — корпус з щитовими домкратами і гідрокомунікаціями, форма його поперечного перетину частіше за все кругла, рідше — прямокутна, еліптична, склепінчаста (напівщити) та ін.
Розрізняють малі прохідницькі щити — з площею поперечного перетину до 10 м², середні — 10-16 м², великі — понад 16 м².
Корпус прохідницького щита складається з ножової, опорної і хвостової частин. Ножова частина служить для зрізання породи по контуру вибою або для впровадження у вибій при проходці виробок методом втиснення по сипких або пластичних глинистих породах. Опорна частина корпуса забезпечує необхідну міцність і жорсткість всієї конструкції і використовується для розміщення щитових гідродомкратів переміщення, робочого органа з приводом, вантажного пристрою, щитового перевантажувача (конвеєра) та іншого обладнання. Хвостова частина корпусу служить для захисту покрівлі і боків виробки від обвалення при монтажі блоків, тюбінгів.

## Прохідницький механізований щит
Прохідницький механізований щит — щит, який включає тимчасове пересувне механізоване кріплення (корпус), механізми для руйнування (розробки) і навантаження породи у вибої, а також видачі її за межі щита.
Механізовані прохідницькі щити оснащуються різними органами руйнування вибою: штанговими з коронкою, що обертається на кінці штанги; роторними, екскаваторними, гідромеханічними планетарного руйнування та ін. Навантаження зруйнованої породи здійснюється автономно ківшевими машинами або вмонтованими в щит пристроями у вигляді парних нагрібальних лап тощо. Пристрої для монтажу збірного блокового (тюбінгового) кріплення, вмонтовані в корпус щита, являють собою радіальні еректори, кільцеві або дугові укладачі. Механізовані прохідницькі щити обладнують механізмами і пристроями для зведення постійного кріплення виробки (встановлювач кріплення), навігаційними приладами і пристроями для направленого ведення щита (автоматизованими системами ведення за лазерним променем з використанням бортових ЕОМ і мікропроцесорів) та ін. Механізовані прохідницькі щити використовується при будуванні капітальних і підготовчих гірничих виробок на шахтах і тунелів різного призначення, здебільшого в гірських породах з коефіцієнтом міцності 0,5<f<5. У низці випадків термін «щит прохідницький механізований» вживають як синонім «щитового прохідницького комплексу».

## Цікаво

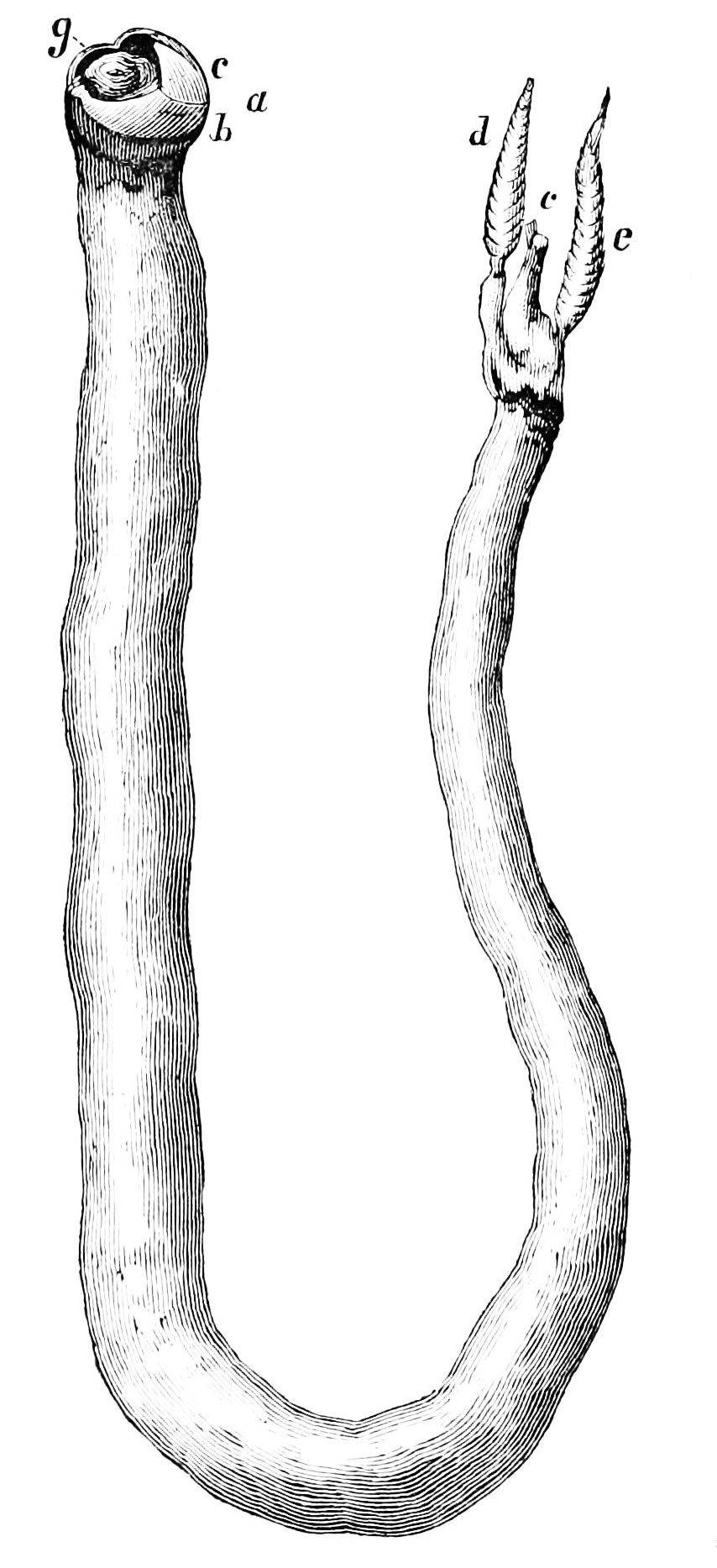
Малюнок Teredo navalis з американського журналу Popular Science. Мушля молюска аналогічна робочому органу щита

Ідея прохідницького щита була підказана Марку Брюнелю корабельним червом виду Teredo navalis. Про це повідомляє англійський популяризатор науки Джон Вуд у своїй книжці Nature's Teachings («Природа вчить»), де оповідає про історію винаходів людства, заснованих на спостереженнях за живою природою. Як він пише, «…принцип свердління ходів корабельного черва є водночас простим і ефективним. Харчуючись деревиною, він поступово проїдає собі шлях у дереві, зануреному у воду. Черв не тільки буравить деревину гострими крайками мушлі, він ще зміцнює стінки ходу шаром вапна. Використавши цей самий принцип, Брюнель розробив перший прохідницький щит, який був успішно застосований для проходження тунелю у пливких ґрунтах під Темзою». Як справедливо завважує Вуд у передмові до своєї книжки, «Ледь чи існує якийсь винахід людини, що не мав би прототипа у природі».

## Інтернет-ресурси
- Herrenknecht — Hersteller von Schildvortriebsmaschinen
- Schildvortrieb im Rahmen des Nahverkehrsprojekts der Kölner Verkehrs-Betriebe AG
- Schildvortrieb im Rahmen des Nahverkehrsprojekts der Düsseldorfer Rheinbahn AG
- Schildvortrieb im Rahmen des Citytunnel Leipzig
- Kurzfilm Tunnelbohrmaschine
- A picture of manual tunneling using a Greathead shield